# Макариополско
Макариополско (болг. Макариополско) — село в Болгарии. Находится в Тырговиштской области, входит в общину Тырговиште. Население составляет 724 человека (2022).
Названо село в честь Илариона Макариопольского. В селе есть читалиште имени М. Иванова, основанное в 1912 году, школа (основное училище) имени Христо Ботева, а также мечеть и православная церковь св. Дмитрия Солунского, построенная в 1924 году.

## Политическая ситуация
В местном кметстве Макариополско, в состав которого входит Макариополско, должность кмета (старосты) исполняет 
Красимир Мирев (Болгарская социалистическая партия (БСП)) по результатам выборов.